# 仙台藩の役職
江戸時代に陸奥国にあった、伊達氏を藩主とする仙台藩の役職について、記載する。諸藩同様に江戸幕府に準じた職名もあるが、独自のものも見られる。仙台藩の役職についての史料に『司属部分録』がある。以下は『司属部分録』を原典に、『仙台市史 通史4 近世2』や『仙台市史 通史5 近世3』に掲載されている江戸後期の職制図に記載されている役職に他書の説明を付け足した。
『宮城県姓氏家系大辞典』に掲載されている仙台藩の職制の部分の追記については、（宮）と表記した。
なお、役列は家格と役職の格式を総合して見た序列を指す。諸藩同様に各役職に見合った役高があり、それに見合わない家格の藩士が就任する場合は在任中に不足分を役料という形で支給するという足高に似た制度がある。
家格の最高位である、「一門」は、職制上の役職には就任できない。（宮）
なお、龍ヶ崎奉行が一時廃止されて、職務が郡奉行の兼務になるなど、江戸時代の間に役職の改廃増減が行われたり、財政改革の一環として兼務での登用を行っている場合もある。

## 役職
- 奉行

役高は3000石。諸藩で家老に相当する役職で、藩政執行者としては最高職で藩主直轄。また、諸藩で江戸家老にあたる職を「江戸詰奉行」と呼び、江戸藩邸を統括。米沢藩でも国家老を奉行として呼称するが、仙台藩では江戸家老にも「奉行」の呼称を充てる点で米沢藩と異なる。成立年は不詳だが、藩祖伊達政宗の時代から存在する。伊達忠宗の代で定員6名に決まり、うち2名は江戸詰、2名は国元詰、残り2名は在郷休息。但し定員が6名に固定されてからも6名以下のこともあり、例えば原田宗輔が奉行に就任する直前の寛文2年（1662年）夏には4人であった。
家格「着座」以上から任命。平士から取り立てられた場合は、その家が「着座」の家格となる。（宮）

### 奉行直轄職
以下の役職は仙台市史の組織図で奉行直下に位置づけられているもの。
『宮城県姓氏家系大辞典』記載の追記部分は（宮）と末尾に表記。
- 若年寄

奉行の補佐役 。別名は若老。役高1000石。評定役や大番頭を兼務する場合もある。江戸時代後期以降の須原屋版江戸武鑑では幕職の若年寄職に配慮しているためか「年寄」名義で掲載されていることが、「仙台市史通史5・近世3」の安永2年（1773年）の政変の面子と「大武鑑・中巻」の同年の武鑑との比較でわかる。
少老、若老とも称す。対外的には「年寄」と呼称。表向の政治にはかかわらず、藩主の私的な部分の統括。藩政中期、この職に就任することによって、家格「召出」となる者が通例となった。（宮）
- 旗奉行
- 槍奉行
- 大番頭（おおばんがしら）

役高600石。先述のとおり若年寄が兼帯することがある。
対外的には国許番頭。多くは若年寄と兼務。家格「召出」および平士で編成する大番組（対外的には大番）を率いる。大番組の任務は、城中警備。十組（一時期十二組）（宮）
- 脇番頭
- 城番
- 二の丸留守居
- 出入司（しゅつにゅうつかさ）

藩財政での最高職で政策決定に関与。役高600石。当初は別の名で呼ばれていたが、初名については不詳。
対外的には「用人」と呼称。財政関係の総括責任者。（宮）
- 申次（もうしつぎ）

初名は奏者役。延宝4年（1676年）に設置。幕末の坂時秀（英力）が祭祀奉行を兼務したように他職と兼務することがある。
- 評定役（ひょうじょうやく）

司法においての最高職で政策決定に関与。役高500石。先述のとおり若年寄が兼帯することがある。
- 評定所役人
- 切支丹鉄砲改役
- 町奉行

役高300石。配下に町同心
- 近習目付

延宝3年（1675年）に設置。
若年寄支配の目付や徒目付と異なり奉行職支配。時間に関係なく直接藩主に政治姿勢、政策、人事、役人の勤務などについて、報告することを任務とした。（宮）
- 屋敷奉行

享保11年（1726年）に兵具奉行と兼務となる。
- 奥年寄

他藩の広敷用人相当。広敷番頭や御用達、大所組頭を統括。
- 姫様御年寄（宮）
- 袖ヶ崎御年寄（宮）

### 若年寄支配
以下の役職は仙台市史の組織図で若年寄直下に位置づけられているもの。
『宮城県姓氏家系大辞典』記載の追記部分は（宮）と末尾に表記。
- 江戸番頭

半年交代で江戸詰め。役列は番頭格以上。
江戸において、客の対応、他家への使者などを担当。（宮）
- 公義使

初名は聞番。他藩の江戸留守居に相当する。他藩での定府を仙台藩では「江戸定詰」と呼ぶがその代表的な役職。役列は召出以上。役高300石。
- 江戸番組頭

贈答方を兼務。
- 物置〆役
- 使番
- 近習
- 小姓組番頭
- 小姓頭

藩主側近職。著名人に伊達綱村の治世初期、その後見人の一人である伊達宗勝により重用された渡辺義俊がいる。役列は番頭格以上で基本的には役列は出入司より下座だが、宗勝により奉行の反対を押し切って出入司より上座になったこともある。
右筆、茶道組頭、同朋頭などを統括。
- 目付

役高300石。藩士はもとより奉行に対しても監察権を持つ。伊達宗勝は重用し、その権限を強化したために、伊達騒動の原因の一つとなる。延宝3年(1675年)に職務の明文化が行われる。
- 小姓組頭
- 徒小姓頭
- 徒目付
- 徒組
- 武頭

別名を足軽頭、物頭。
- 兵具奉行

享保11年（1729年）に屋敷奉行との兼務となる。
- 刀奉行
- 不断組頭
- 名懸組頭
- 旗元足軽頭
- 鷹匠頭
- 厩頭
- 祭祀奉行
- 養賢堂目付
- 堂形指南惣〆役
- 乱舞方

能関係役職の責任者。大乱舞、並乱舞、能道具師を統括。
- 奥方目付
- 連歌師（宮）
- 着座之医師（宮）
- 相伴（宮）
- 目付御使番（宮）
- 番医師（宮）
- 小姓与頭（宮）
- 外人屋御馳走役（宮）
- 儒者・剣術者・弓鉄砲指南役等（宮）
- 馬方・天文・暦道・用家業之者等（宮）
- 学問所御目付（宮）
- 並医師（宮）
- 江戸御人足方御医師（宮）

### 出入司支配
以下の役職は仙台市史の組織図で出入司支配直下に位置づけられているもの。
『宮城県姓氏家系大辞典』記載の追記部分は（宮）と末尾に表記。
- 郡方吟味役

享保14年（1729年）に設置。代官経験の豊かな者から4人登用。月番制が採られた。
- 郡奉行（こおりぶぎょう）

仙台藩は飛び地を除いて南・北・中奥・奥の4区に分かれており、各区1名ずつ配置されているので人員は4名。但し時代により定員の変更があり、元禄5～6年（1692年～1693年）頃に5名、元禄10年（1697年）には9名に増員され、9管轄制になったが、その後8名になり、享保14年（1729年）には4管轄制に復して4人に減員されている。平素、仙台城中に勤務。享保16年（1731年）には龍ヶ崎奉行を兼役。月番制が採られた。
- 納戸
- 作事方

かつては作事奉行があり、その管轄だったが、享保11年（1726年）に作事奉行が廃止となり、出入司直轄となる。
- 鍛冶奉行
- 京都留守居

京都藩邸の責任者で江州代官を統括。江戸中期には勘定奉行が京都留守居を兼役した。
- 龍ヶ崎奉行

享保16年（1731年）に単独の役職としては廃止となり、職務は郡奉行の兼役となる。後に単独の役職として復活。
- 勘定奉行

勘定所や扶持方、山林方などを統轄。江戸中期には京都留守居を兼役する。
- 相走足軽
- 麻布屋敷役
- 大崎屋敷役
- 品川屋敷役
- 深川屋敷役
- 津方
- 常州平潟御穀役人
- 潮来・銚子御国御穀横目
- 深川並御国御穀横目
- 御国津方御穀横目
- 豆州下田御穀役
- 房州館山御穀役
- 総州奥津御穀役
- 二丸御留守居添役（宮）
- 中奥本〆横目（宮）
- 考役人（宮）
- 郡方吟味役（宮）
- 村横目（宮）
- 郡方会所横目（宮）
- 蔵方横目（宮）
- 両替所見届（宮）
- 京都御買物方本〆（宮）
- 京都定詰御使番（宮）
- 金山本〆（宮）
- 扶持方所横目（宮）
- 山林方（宮）
- 馬方（宮）
- 塗師役人（宮）
- 評定所御賄方（宮）
- 荒物方御賄役（宮）
- 塩味噌方定横目（宮）
- 塩味噌方役人（宮）
- 日肴役人（宮）
- 肴蔵見届本〆（宮）
- 肴蔵御役人（宮）
- 江戸御国御下大所定見届（宮）
- 江戸御下大所役人（宮）
- 国御下大所役人（宮）
- 品川屋敷役御塩味噌添役（宮）
- 牢指引役人（宮）
- 諸舟作立役（宮）
- 塩方本〆（宮）
- 原町御塩売方所見届（宮）
- 原町御塩売方所横目（宮）
- 薬園役（宮）
- 細工番頭立（宮）
- 番外士（宮）
- 検校（宮）
- 足軽（組抜並）（宮）
- 小人（組抜並）（宮）
- 絵師（宮）
- 鉄砲薬調合役（宮）